# Kanton Cère et Ségala
 Cère et Ségala is een kanton van het Franse departement Lot. Het kanton maakt deel uit van het arrondissement Figeac. In 2021 telde het 10.229 inwoners.

Het kanton werd gevormd ingevolge het decreet van 13 februari 2014 , met uitwerking op 22 maart 2015, met Biars-sur-Cère als hoofdplaats.

## Gemeenten
Het kanton omvatte 21 gemeenten bij zijn oprichting.
Op 1 januari 2016 werden de gemeenten Sousceyrac, Calviac, Comiac, Lacam-d'Ourcet en Lamativie samengevoegd tot de fusiegemeente (commune nouvelle) Sousceyrac-en-Quercy.
Sindsdien omvat het kanton volgende 17 gemeenten :
- Belmont-Bretenoux
- Biars-sur-Cère
- Bretenoux
- Cahus
- Cornac
- Estal
- Gagnac-sur-Cère
- Gintrac
- Girac
- Glanes
- Laval-de-Cère
- Prudhomat
- Puybrun
- Saint-Michel-Loubéjou
- Sousceyrac-en-Quercy
- Tauriac
- Teyssieu